# فرد هیل
فرد هیل (به انگلیسی: Fred Hill) بازیکن فوتبال (زادهٔ ۱۷ ژانویهٔ ۱۹۴۰ – درگذشتهٔ ۱ اکتبر ۲۰۲۱) اهل کشور انگلستان بود که سابقهٔ بازی در تیم ملی فوتبال انگلستان را در کارنامهٔ خود داشت. وی در تاریخ ۲۰ اکتبر ۱۹۶۲ نخستین بازی ملی خود را در مقابل تیم ملی فوتبال ایرلند شمالی انجام داد و با حضور در ۲ بازی ملی، در تاریخ ۲۱ نوامبر ۱۹۶۲ واپسین بازی ملی‌اش را در برابر تیم ملی فوتبال ولز برگزار کرد.